# Mohamed El Hankouri
Mohamed (Mo) El Hankouri (Rotterdam, 1 juli 1997) is een Nederlands-Marokkaans voetballer die bij voorkeur als rechtervleugelaanvaller speelt. Hij verruilde in de zomer van 2022 FC Groningen voor 1. FC Magdeburg.

## Clubcarrière

### Feyenoord
El Hankouri sloot zich in 2008 aan in de jeugdacademie van Feyenoord. Hij debuteerde op 27 augustus 2016 in het eerste elftal, in een Eredivisieduel thuis tegen stadsgenoot Excelsior. De offensief ingestelde middenvelder viel na 81 minuten in voor Steven Berghuis. Feyenoord won met 4–1. Een maand later speelde hij mee in de bekerwedstrijd tegen FC Oss. De rest van dat seizoen zou hij niet meer in actie komen tijdens officiële wedstrijden van de hoofdmacht.

### Willem II
Feyenoord verhuurde El Hankouri op 29 augustus 2017 voor een seizoen aan Willem II. Een week eerder had hij een verhuur aan FC Dordrecht geweigerd. In zijn tijd bij Willem II kwam El Hankouri tot 25 officiële wedstrijden.

### Terug bij Feyenoord
Eenmaal terug bij Feyenoord moest El Hankouri opnieuw proberen zich in de kijker te spelen. Hij maakte diverse keren zijn opwachting in de voorbereiding. In de thuiswedstrijd tegen Excelsior, op 19 augustus 2018 viel hij in de 59e minuut in voor Sam Larsson, waardoor hij na bijna twee jaar zijn officiële rentree maakte voor Feyenoord.

### FC Groningen
Op 26 januari 2019 maakte hij zijn competitiedebuut als invaller in de uitwedstrijd tegen PSV (2-1). Op 10 februari 2019 scoorde hij in de met 2-1 gewonnen wedstrijd tegen Vitesse zijn eerste doelpunt. Sinds 10 september 2021 is El Hankouri aanvoerder van FC Groningen.

### 1. FC Magdeburg
Op 7 juni 2022 werd bekendgemaakt dat El Hankouri FC Groningen verruilt voor 1. FC Magdeburg, dat in 2022 promoveerde van de 3. Liga naar de 2. Bundesliga.

## Clubstatistieken
| Seizoen         | Club            | Competitie      | Competitie | Competitie | Beker | Beker | Internationaal | Internationaal | Overig | Overig | Totaal | Totaal |
| Seizoen         | Club            | Competitie      | Wed.       | Dlp.       | Wed.  | Dlp.  | Wed.           | Dlp.           | Wed.   | Dlp.   | Wed.   | Dlp.   |
| --------------- | --------------- | --------------- | ---------- | ---------- | ----- | ----- | -------------- | -------------- | ------ | ------ | ------ | ------ |
| 2016/17         | Feyenoord       | Eredivisie      | 1          | 0          | 1     | 0     | 0              | 0              | 0      | 0      | 2      | 0      |
| 2017/18         | → Willem II     | Eredivisie      | 21         | 0          | 4     | 0     | 0              | 0              | 0      | 0      | 25     | 0      |
| 2018/19         | Feyenoord       | Eredivisie      | 5          | 0          | 1     | 0     | 0              | 0              | 0      | 0      | 6      | 0      |
| 2018/19         | → FC Groningen  | Eredivisie      | 16         | 1          | 0     | 0     | 0              | 0              | 1      | 0      | 17     | 1      |
| 2019/20         | FC Groningen    | Eredivisie      | 21         | 0          | 2     | 0     | 0              | 0              | 0      | 0      | 23     | 0      |
| 2020/21         | FC Groningen    | Eredivisie      | 33         | 3          | 0     | 0     | 0              | 0              | 1      | 0      | 34     | 3      |
| 2021/22         | FC Groningen    | Eredivisie      | 30         | 1          | 3     | 1     | 0              | 0              | 0      | 0      | 33     | 2      |
| Carrière totaal | Carrière totaal | Carrière totaal | 127        | 5          | 11    | 1     | 0              | 0              | 2      | 0      | 140    | 6      |

Bijgewerkt t/m 1 juni 2022.

## Interlandvoetbal
El Hankouri bezit op basis van zijn afkomst ook de Marokkaanse nationaliteit. Nadat hij in september 2016 een oproep kreeg van Marokko –20, werd hij in oktober 2016 door bondscoach Dwight Lodeweges opgenomen in de voorselectie van het Nederlands voetbalelftal onder 20 El Hankouri maakte op 14 november 2016 zijn debuut voor het Nederlandse jeugdteam in een wedstrijd tegen Frankrijk –20, waarin hij als basisspeler met 1-1 gelijkspeelde tegen de Franse leeftijdgenoten. Een definitieve keuze tussen Marokko of Oranje heeft hij niet gemaakt.
| 1. | 14 november 2016 | Frankrijk – Nederland | 1 – 1 | Vriendschappelijk |

## Erelijst
| Eredivisie           | 1x | 2016/17    |
| Johan Cruijff Schaal | 2x | 2017, 2018 |